# Wyspa Rembezy
Wyspa Rembezy – wyspa na Wiśle, w okolicach Góry Kalwarii i Czerska, w dużej części porośnięta wierzbami, krzakami i gęstą łoziną. Długa na ok. 4,5 km, szeroka na ok. 1 km, poprzecinana pozostałościami starorzecza Wisły. Jest częścią obszaru Doliny Środkowej Wisły, w ramach sieci obszarów Natura 2000.
W dniach 22-31 sierpnia 1944 roku, na ówcześnie bezimiennej wyspie toczyły się walki pomiędzy 3 batalionem 2 pułku piechoty z  1 Armii Wojska Polskiego a 9 batalionem szturmowym oraz kompanią Landwehry „Wiener” armii niemieckiej.
Po zakończeniu wojny miejscowa ludność przyjęła nazwę wyspy używaną przez żołnierzy, którzy nazwali ją tak na cześć poległego na wyspie majora Jana Rembezy. 

## Przebieg bitwy

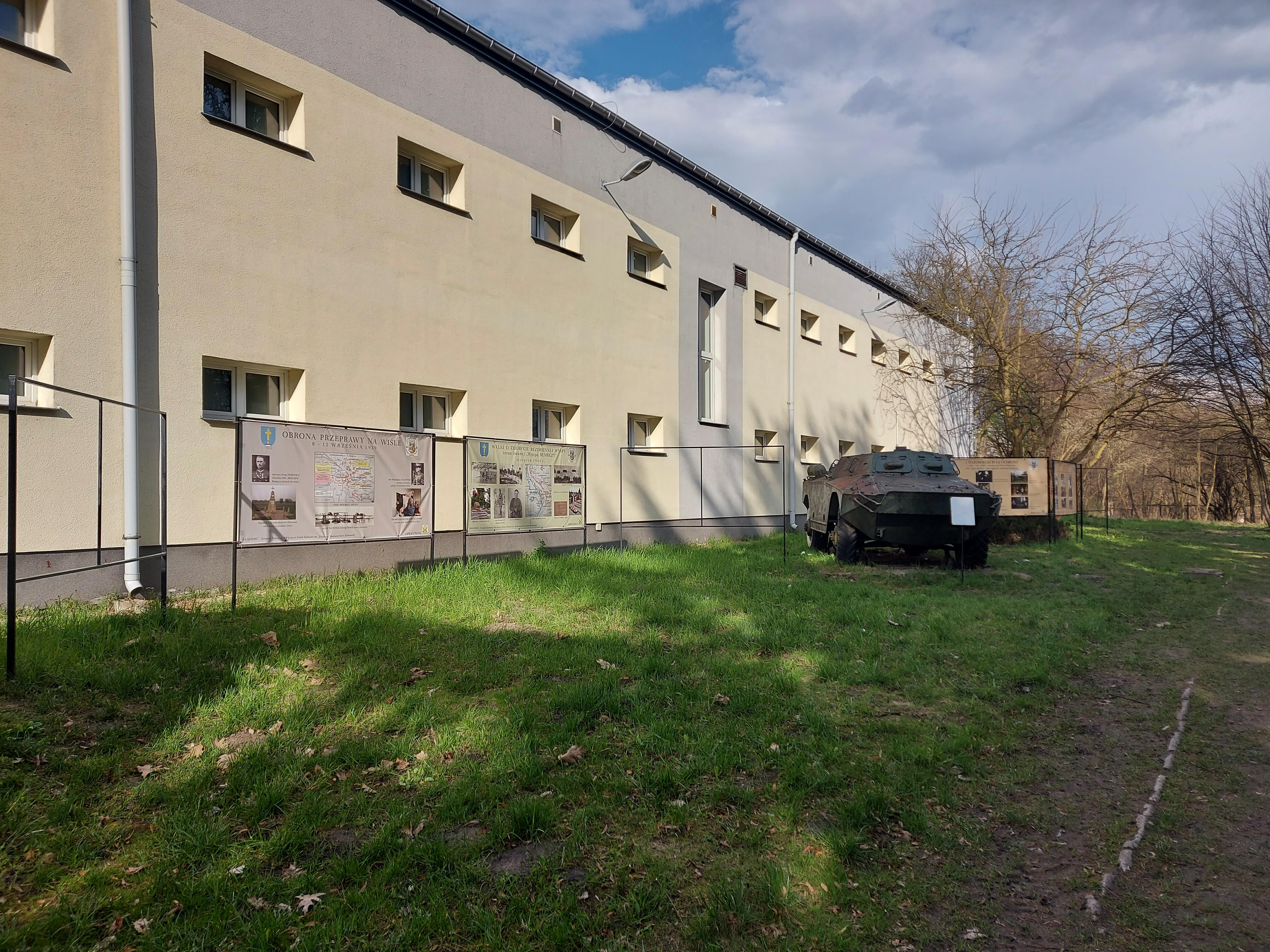
Wystawa plenerowa w Górze Kalwarii dotycząca walk o zdobycie wyspy we wrześniu 1939 r. i sierpniu 1944

Przed właściwą bitwą wyspa była częściowo zajęta przez radziecką spieszoną kawalerię 1 szwadronu 30 pułku 9 Dywizji Kawalerii, a częściowo znajdowała się pod kontrolą wojsk niemieckich. Obie strony rozbudowały polowe umocnienia wzmocnione zasiekami z drutu kolczastego. Prawa część wyspy była zaminowana aż do linii wysokich drzew, gdzie okopali się Niemcy. Okopy i transzeje ciągnęły się równolegle do lewego brzegu rzeki. Na skraju umieszczono po jednym cekaemie, a dwa pozostałe w środku zgrupowania. Dodatkowo, na wale przeciwpowodziowym na brzegu Wisły, umiejscowiono dwa okopane czołgi oraz kilka innych gniazd broni maszynowej.
Głównymi zadaniami 2 pułku piechoty było m.in.: przeprowadzenie rozpoznania zachodniego brzegu Wisły, rozpoznanie systemu obrony ognia nieprzyjaciela oraz uniemożliwienie koncentracji sił nieprzyjaciela do przeprawy w rejonie wyspy przez wiązanie jego ruchów w rejonie Czerska i Góry Kalwarii.
3 batalion piechoty dysponował łącznie 10 łodziami saperskimi, sześcioma łódkami rybackimi, jedną łodzią gumową. Walkę wspierała bateria moździerzy 82 mm, trzy baterie dział 122 mm, trzy baterie dział 76 mm, dwa działa SU-76 oraz trzy plutony saperów. Ponadto zapewniono wsparcie ze strony lotnictwa oraz 4 dywizjonu artylerii konnej.
Pierwszy polski desant, w postaci 7 kompanii pod dowództwem ppor. Mieczysława Janiszewskiego, wylądował na wyspie 22 sierpnia, ok. godz. 2.00 rano, gdzie zluzował oddziały radzieckie. Sąsiednią, dużo mniejszą wysepkę zajęła kompania karna. Tego dnia Niemcy przeprowadzili trzy, zakończone niepowodzeniem, ataki na polskie pozycje.
23 sierpnia, ok. godz. 20.00, po krótkim przygotowaniu artyleryjskim, zaatakowali Polacy, ale w wyniku poniesionych strat, wycofali się na uprzednie pozycje.
24 sierpnia obie strony ograniczyły się do umacniania swoich pozycji i ostrzału snajperskiego.
25 sierpnia o godz. 22.30, na rozkaz gen. Sienickiego, pozostała część 3 batalionu przystąpiła do forsowania Wisły, celem wsparcia ponoszącej ciężkie straty 7 kompanii. Desant 1 i 2 rzutu został dostrzeżony przez Niemców. W wyniku silnego ostrzału artyleryjskiego nieprzyjaciela zginął m.in. dowódca 9 kompanii por. Stanisław Jugentowicz. Trzeci rzut dotarł do wyspy bez większych strat, dzięki czemu stan osobowy sił polskich wzrósł do 224 żołnierzy, 6 cekaemów, 8 erkaemów i 12 rusznic przeciwpancernych. Łącznie, podczas forsowania rzeki, zginęło 7 polskich żołnierzy, a 35 zostało rannych.
26 sierpnia, o godz. 13:00 rozpoczęto wstępny ostrzał artyleryjski, celem rozpoznania pozycji niemieckich. O godz. 14:00 rozpoczął się właściwy atak artylerii, wsparty nalotem 12 samolotów szturmowych Ił-2 z 1 polskiej dywizji lotniczej. Lotnicy zbombardowali Czersk i Górę Kalwarię, a potem z działek pokładowych ostrzelali niemieckie pozycje na zachodnim brzegu i na samej wyspie.
Pierwsza ruszyła do ataku 9 kompania pod komendą chor. Mariana Dworzyńskiego. Następnie ruszyli żołnierze z 7 kompanii, a na końcu 8 kompania, hamowana śmiercią swojego dowódcy ppor. Izaaka Luftglasa. Bezpośrednie dowodzenie nad 8 kompanią przejął mjr Jan Rembeza, który poprowadził atak na pozycje nieprzyjaciela. Atak, przeprowadzany tyralierą na zamaskowane i okopane pozycje, nie przyniósł większych rezultatów. Dowódca batalionu zginął w kilka minut później trafiony z broni maszynowej. Polacy, pod tymczasowym dowództwem ppor. Stanisława Jollesa, kontynuowali atak, zdobywając umocnienia w walce na bagnety. Jednak nie zdołali wyprzeć całkowicie nieprzyjaciela z wyspy.
W dniach 27–31 sierpnia Polacy utrzymywali zajęte pozycje, unikając angażowania szczupłych sił w starcia z jednostkami nieprzyjaciela. Wykorzystano te dni do stopniowego wycofania około 40 rannych na drugi brzeg. Niemcy również przeprowadzili wymianę sił, nie podejmując już działań zaczepnych i ograniczając się do prowadzenia obserwacji.
Batalion w szkieletowej postaci pozostał na wyspie, aż do momentu zluzowania przez oddziały piechoty radzieckiej, co nastąpiło w dniu 31 sierpnia 1944 r.
W trakcie kilkudniowych, zaciętych walk zginęło lub zostało rannych 78 żołnierzy. Poległa większość oficerów i wielu podoficerów, m.in.:
- mjr Jan Rembeza, dowódca 3 batalionu
- por. Stanisław Jugentowicz vel. Jagnietowicz, dowódca 9 kompanii
- por. Jefim Winogradow, dowódca kompanii ciężkich karabinów maszynowych
- ppor. Stanisław Jolles vel Jolies, zastępca dowódcy do spraw polityczno-wychowawczych
- ppor. Mieczysław Janiszewski, dowódca 7 kompanii
- ppor. Izaak Luftglas, dowódca 8 kompanii
- chor. Marian Dworzyński
- chor. Aleksander Dzięcioł
- kpr. Antoni Łoś

Według innego źródła w walkach o wyspę poległo 185 żołnierzy, którzy zostali pochowani we wspólnej mogile, razem ze swoim dowódcą.